# Veljko Žibret
Veljko Žibret (Zagreb, Hrvatska, 3. lipnja 1978.) hrvatski je profesionalni hokejaš na ledu. Igrao je na poziciji lijevog krila. Bio je član hrvatskog KHL Medveščaka koji se natječe u EBEL-u i njegove podružnice KHL Medveščak II koja se natječe u Slohokej ligi.

## Karijera

### KHL Medveščak
Žibret karijeru započinje 1995. godine u KHL Medveščak, ali tek u sezoni 2000./01. upisuje prve službene nastupe. Do 2009. godine za klub je odigrao preko 200 utakmica u hrvatskoj hokejaškoj ligi, Interligi i Slohokej ligi. Tijekom sezone 2005./06. odigrao je nekoliko utakmica za tada novonastali ljubljanski klub Alfa. U sezoni 2009./10. igra u Slohokej ligi za KHL Medveščak II.

## Statistika karijere
Bilješka: OU = odigrane utakmice, G = gol, A = asistencija, Bod = bodovi, +/- = plus/minus, KM = kaznene minute, GV = gol s igračem više, GM = gol s igračem manje, GO = gol odluke
| 2009./10. | KHL Medveščak    | EBEL     |  |  |  |  |  |  |  |  |  |  |  |  |  |  |  |  |  |  |
| 2009./10. | KHL Medveščak II | Slohokej |  |  |  |  |  |  |  |  |  |  |  |  |  |  |  |  |  |  |

## Vanjske poveznice
- Profil na Eurohockey.net